# 염경운수
염동운수(鹽京運輸)는 서울특별시의 강서구의 마을버스 업체이다. 본사 및 차고지는 서울특별시 강서구 개화동 506-2번지 강서공영차고지 내에 있다.

## 역사
과거에는 염경운수(鹽東運輸)로 강서04(구 8번),강서06(구 3번)을 운행하였고, 마을버스 개편시에도 염경운수란 이름을 계속 썼으나 2007년쯤 지금의 염동운수로 사명이 변경되었다.

## 운행중인 버스
- ● 강서 04번: 염창역-도시가스-동아1,2차 아파트-이마트-하이웨이주유소-경북 비즈니스 산업고등학교-마포 중,고등학교 홈플러스 강서점-해수탕-증미역-새은약국-동아3차 아파트-
- ● 강서 06번: 푸르지오 아파트-참병원-송화시장-발산역-양천향교역-벽산아파트-마곡동-실내 배드민턴장-방화역-육관문 생태공원
- ● 강서 07번: 생태공원 - 방화역 - 방화2단지 - 양천초등학교.겸재정선기념관 - 전화국 - 기업은행

## 보유 차종
자일대우 NEW BS090과 현대 그린시티로 운행한다.